# Храдиште под Вратном
Храдиште под Вратном (слч. Hradište pod Vrátnom) насељено је мјесто са административним статусом сеоске општине (слч. obec) у округу Сењица, у Трнавском крају, Словачка Република.

## Становништво
| Година:    | 1994. | 2004.   | 2014.   | 2024.   |
| ---------- | ----- | ------- | ------- | ------- |
| Број људи: | 692   | 701     | 659     | 665     |
| Разлика:   |       | +1,30 % | -5,99 % | +0,91 % |

| Година:    | 2023. | 2024.   |
| ---------- | ----- | ------- |
| Број људи: | 661   | 665     |
| Разлика:   |       | +0,60 % |

Према подацима о броју становника из 2024. године насеље је имало 665 становника.